# Osprynchotus violator
Osprynchotus violator är en stekelart som först beskrevs av Carl Peter Thunberg 1789.  Osprynchotus violator ingår i släktet Osprynchotus och familjen brokparasitsteklar. Inga underarter finns listade i Catalogue of Life.